# Afumați (gmina w okręgu Dolj)
Afumați – gmina w Rumunii, w okręgu Dolj. Obejmuje miejscowości Afumați, Boureni i Covei. W 2011 roku liczyła 2633 mieszkańców.